# CULEN
文娱股份有限公司（日語：株式会社CULEN）是日本一家娱乐经纪公司。公司名源自“文化（Culture）”与“娱乐（Entertainment）”。

## 公司沿革
文娱股份有限公司于2016年7月26日由自杰尼斯事务所辞职的前SMAP组合首席经纪人饭岛三智所创立。
文娱股份有限公司官方网站于2017年9月22日正式上线，并同时公布前SMAP成员稻垣吾郎、草彅刚和香取慎吾为其旗下所属艺人。随后，三人的官方粉丝站“崭新地图”正式发布。当三人一起活动时，会使用“崭新地图”这个称呼，但这个称呼并非官方正式用名。
2017年，草彅刚以YouTuber的身份在YouTube上架设了自己的个人频道；稻垣吾郎也在2019年架设了自己的YouTube频道。三人都确立了在社交网站上发展的路线，因而三人在Twitter、Instagram和Ameba博客上都十分活跃。而在互联网广播服务radiko上，因当时杰尼斯事务所的政策限制，稻垣吾郎、草彅刚和香取慎吾三人的广播节目并不能任意时间和任何地点上收听；而当三人的经纪合约移籍至文娱股份有限公司后，稻垣吾郎主持并由文化广播制作的《总编辑 稻垣吾郎》，以及由草彅刚和香取慎吾主持并由bayfm制作的《ShinTsuyo POWER SPLASH》均在2017年10月以后可在radiko自由收听。

## 所属艺人
- 稻垣吾郎
- 草彅刚
- 香取慎吾

## 崭新地图
崭新地图（日语：／ Atarashī Chizu）是稻垣吾郎、草彅刚和香取慎吾三人的官方粉丝站，同时也是三人组合时的非正式名称。官方网站除了日本语之外，同时也支持简体中文、繁体中文、英语、朝鲜语和法语等文字。网站的粉丝俱乐部招募付费会员，并分为“（针对日本本国居民）”和“（针对非日本居民）”两大类。付费会员可以及时获取三人的相关讯息及产品。在网站启动的同时，也在社交网站建立了官方账号，例如：Facebook、Instagram、LINE、Twitter、微博、YouTube等。网站运营则委托Allm公司负责。
2018年7月8日，崭新地图将《雨霁舞步》的销售额2,300万日元捐赠给国际残疾人奥林匹克委员会，用于其针对儿童的教材在全球的发行并支持日本国内残障人士竞技体育项目的发展。
2018年12月12日，以“崭新地图 join Music”的名义参与音乐活动。

### 概述
崭新地图的服务开始于2017年9月22日。当日，《朝日新闻》和《东京新闻》都刊登了长达30页的全版广告。广告上印有网站地址；稻垣吾郎、草彅刚和香取慎吾的姓氏；以及由艺术总监佐野研二郎设计的三个手写徽标。当时如果访问网址的话，会看到一部原创影片。该广告引发了持续的讨论，并获得了东京艺术总监俱乐部“ADC奖”、东京文案俱乐部“TCC奖”、全日本广告广播联盟“东京创意奖”、第66届朝日广告奖大奖等，并成为2018年度日本国内获奖最多的广告。在崭新地图启动服务三天后，约有10万人付费加入了网站的粉丝俱乐部。
2017年10月16日，崭新地图宣布制作电影《臭小子与美丽世界》。同年11月2日至5日，崭新地图与AbemaTV合作推出了一档网络直播节目《72小时真心电视》。需要说明的是，“崭新地图”只是粉丝网站的名称，稻垣吾郎、草彅刚和香取慎吾三人都还是以各自的名义展开活动。尽管这个名称不是官方确定的正式名称，但是为了方便在三人合唱的歌曲中进行署名和宣传，“崭新地图”作为三人组合的名词开始被广泛使用。
2018年9月29日，稻垣吾郎、草彅刚和香取慎吾三人宣布与日本华纳音乐集团展开音乐活动。根据三人所属经纪公司的管理人员说，“三人有可能在将来展开个人或团体音乐活动”。

### 作品

#### 音乐
截至2019年10月，崭新地图及他们个人的音乐作品均以数字发行形式发行；仅仅只有《Join!》以CD形式发行，但仅限面向崭新地图官方粉丝俱乐部成员。
|   | 发行日         | 作品名               | 演唱者              | 作词           | 作曲           | 合作项目                             | 备注           |
| - | -------------- | -------------------- | ------------------- | -------------- | -------------- | ------------------------------------ | -------------- |
| 1 | 不適用         | 《》                 | 崭新地图            | banvox         | banvox         |                                      | 会员限定向发行 |
| 2 | 2017年12月24日 | 《72》               | 崭新地图            | 小西康阳       | 小西康阳       | 《72小时真心电视》节目主题曲         |                |
| 3 | 2018年3月19日  | 《雨霁舞步》         | 崭新地图            | 麻生哲朗       | 菅野洋子       | 残障运动应援慈善歌曲                 |                |
| 4 | 2022年3月6日   | 《什么是72？》       | 崭新地图            | 大竹创作       | 山下宏明       | 《7.2 另一扇崭新窗户》节目主题曲     |                |
| 5 | 2018年4月30日  | 《KISS is my life.》 |                     | 我念歌词呆呆的 | 我念歌词呆呆的 | “佳能 EOS Kiss M”广告曲              |                |
| 6 | 2018年12月12日 | 《#SINGING》         | 崭新地图 join Music | SASUKE         | SASUKE         | 亚马逊音乐电视广告曲                 |                |
| 7 | 2018年12月21日 | 《SUZUNARI》         | 稻垣吾郎            | 川谷绘音       | 川谷绘音       | 亚马逊付费影视《东京血型屋》主题歌   |                |
| 8 | 2019年5月27日  | 《星之Fanfare》      | 崭新地图 join Music | 中岛真一       | 中岛真一       | 智能手机游戏《星之勇者斗恶龙》应援曲 |                |
| 9 | 2022年3月6日   | 《然後dance!!》      | 崭新地图 join Music | MIKEY          | 小森田実       | 《7.2 另一扇崭新窗户》节目主题曲     |                |

#### 映像
|   | 作品标题 | 预定日期               | DVD发售日 | BD发售日  |
| - | -------- | ---------------------- | --------- | --------- |
| 1 | 《》     | 2018年1月31日－2月28日 | 2018年4月 | 不適用    |
| 2 | 《》     | 2018年8月6日－9月9日   | 2018年9月 | 2018年9月 |

### 演出

#### 电视节目
- NST新潟综合电视台开台50周年特别纪念节目《运动开启崭新地图》（NST新潟综合电视台；2018年9月28日）
- 《简而言之》（RKB每日放送；2018年12月1日、15日）

#### 活动
| 年     | 活动名                                                         | 活动形式                                                                               | 开始日期         | 活动场次           | 备注 |
| ------ | -------------------------------------------------------------- | -------------------------------------------------------------------------------------- | ---------------- | ------------------ | --- |
| 2017年 | 2017年度《绅士季刊》年度男士                                   | 颁奖仪式                                                                               | 11月22日         | —                  | |
| 2017年 | 2017年度《绅士季刊》年度男士                                   | —                                                                                      |                  |                    | |
| 2018年 | 2018年度东京接力长跑                                           | 体育活动                                                                               | 3月4日           | 1处场馆 / 1出公演  | |
| 2018年 | 2018年度东京接力长跑                                           | 驹泽奥利匹克公园田径场                                                                 |                  |                    | |
| 2018年 | 电影《臭小子与美丽世界》杀青公布首日舞台                       | 电影活动                                                                               | 4月6日           | 1处场馆 / 1出公演  | |
| 2018年 | 电影《臭小子与美丽世界》杀青公布首日舞台                       | 109电影院二子玉川店（109シネマズ二子玉川）                                                                |                  |                    | |
| 2018年 | “乐透与号码”新广告角色设定发布会                               | 记者会                                                                                 | 5月6日           | —                  | 在三人主持的常规节目《7.2 另一扇崭新窗户》中，宣布了三人将出演新广告并公开各自广告角色设定。随后AbemaTV对公布记者会进行了直播。 |
| 2018年 | “乐透与号码”新广告角色设定发布会                               | —                                                                                      |                  |                    | 在三人主持的常规节目《7.2 另一扇崭新窗户》中，宣布了三人将出演新广告并公开各自广告角色设定。随后AbemaTV对公布记者会进行了直播。 |
| 2018年 | 残障运动应援歌曲《雨霁舞步》销售款捐赠仪式                     | 公益活动                                                                               | 7月8日           | —                  | |
| 2018年 | 残障运动应援歌曲《雨霁舞步》销售款捐赠仪式                     | 日本残障运动财团（日本財団パラアリーナ）                                                                   |                  |                    | |
| 2018年 | 日本残障运动财团主办 稻垣吾郎·草彅刚·香取慎吾×残障运动特别演讲 | 公益活动                                                                               | 9月29日          | 1处场馆 / 1出公演  | |
| 2018年 | 日本残障运动财团主办 稻垣吾郎·草彅刚·香取慎吾×残障运动特别演讲 | 万代城                                                                                 |                  |                    | |
| 2018年 | 2018残障节                                                     | 公益活动                                                                               | 11月23日         | 1处场馆 / 1出公演  | |
| 2018年 | 2018残障节                                                     | 武藏野之森综合体育广场                                                                 |                  |                    | |
| 2019年 | 第一轮崭新地图粉丝见面会                                       | 歌迷活动                                                                               | 2月16日－4月17日 | 5处场馆 / 22出公演 | |
| 2019年 | 第一轮崭新地图粉丝见面会                                       | 武藏野之森综合体育广场、爱知县体育馆、大阪丸善国际竞技馆、仙台赛标体育馆、福冈国际中心 |                  |                    | |
| 2019年 | 2019年度东京接力长跑                                           | 体育活动                                                                               | 3月24日          | 1处场馆 / 1出公演  | |
| 2019年 | 2019年度东京接力长跑                                           | 驹泽奥利匹克公园田径场                                                                 |                  |                    | |

### 关联商品

#### 书籍
- 电影《臭小子与美丽世界》官方书（宝岛社；2018年3月20日）

#### 食品·饮料
- FamilyMart
  - （2019年3月发售）
  - 芝士蛋糕冰沙（2019年4月21日发售）

#### 专卖店
- 臭小子与美丽世界 POP UP SHOP